# 상원사 동종
상원사 동종(上院寺 銅鐘)은 대한민국 강원특별자치도 평창군 진부면 상원사에 있는 남북국 시대의 구리 종이다. 1962년 12월 20일 대한민국의 국보 제36호로 지정되었다.

## 개요
725년(성덕왕)에 주조되었으며, 현존하는 한국의 최고 오래된 종이다. (성덕대왕 신종보다 46년 빠르다.) 높이는 1.7m이다. 천판의 명문에 의하면 휴도리(休道里)라는 귀부인이 기증한 것으로 되어 있다. 무늬대[紋樣帶]는 모두 당초문과 반원형으로 구획지은 속에 천인상으로서 장식되었고, 종신에는 당초문 띠를 바깥에 두른 연화문 당좌(撞座)와 병좌주악천인상(竝座奏樂天人象)을 두 군데 배치하고 있다.

## 현지 안내문
현존하는 한국종 중에서 가장 오래되고 아름다운 이 종은 신라 성덕왕 24년(725)에 조성되어 조선 예종 원년(1469)에 상원사에 옮겨진 것으로 한국종의 고유한 특색을 모두 갖추고 있는 대표적인 범종이다.
음통이 있는 종뉴 아래에 안으로 오무라든 종신이 연결된 형태인데 이상적인 비례와 안정감있는 구조, 풍부한 양감과 함께 세부적인 묘사 수법도 매우 사실적이다. 종신이 있는 상대·하대, 4유곽의 문양은 모두 당초문을 바탕으로 2~4인의 작은 비천상이 있는 반원권문이 새겨졌고, 종복에 비천상과 교대로 있는 당좌는 8판 연화문으로 표현되었다. 특히 비천상은 경쾌하기 이를데 없는 모습으로 구름 위에서 천의 자락을 흩날리며 공후와 생을 연주하고 있는데, 볼록한 두 빰, 유연한 신체에 걸친 천의 등은 8세기 전반의 이상적 사실풍의 불교조각 양식을 잘 반영해 주고 있다.
이러한 상원사 종에 보이는 음통, 안으로 오무라든 종신형, 상대·하대, 4유곽 등의 구조적인 특징은 한국종의 전형이 되어, 양식적인 변천과정을 거치면서 이후의 모든 종에 계승된다.

## 사진

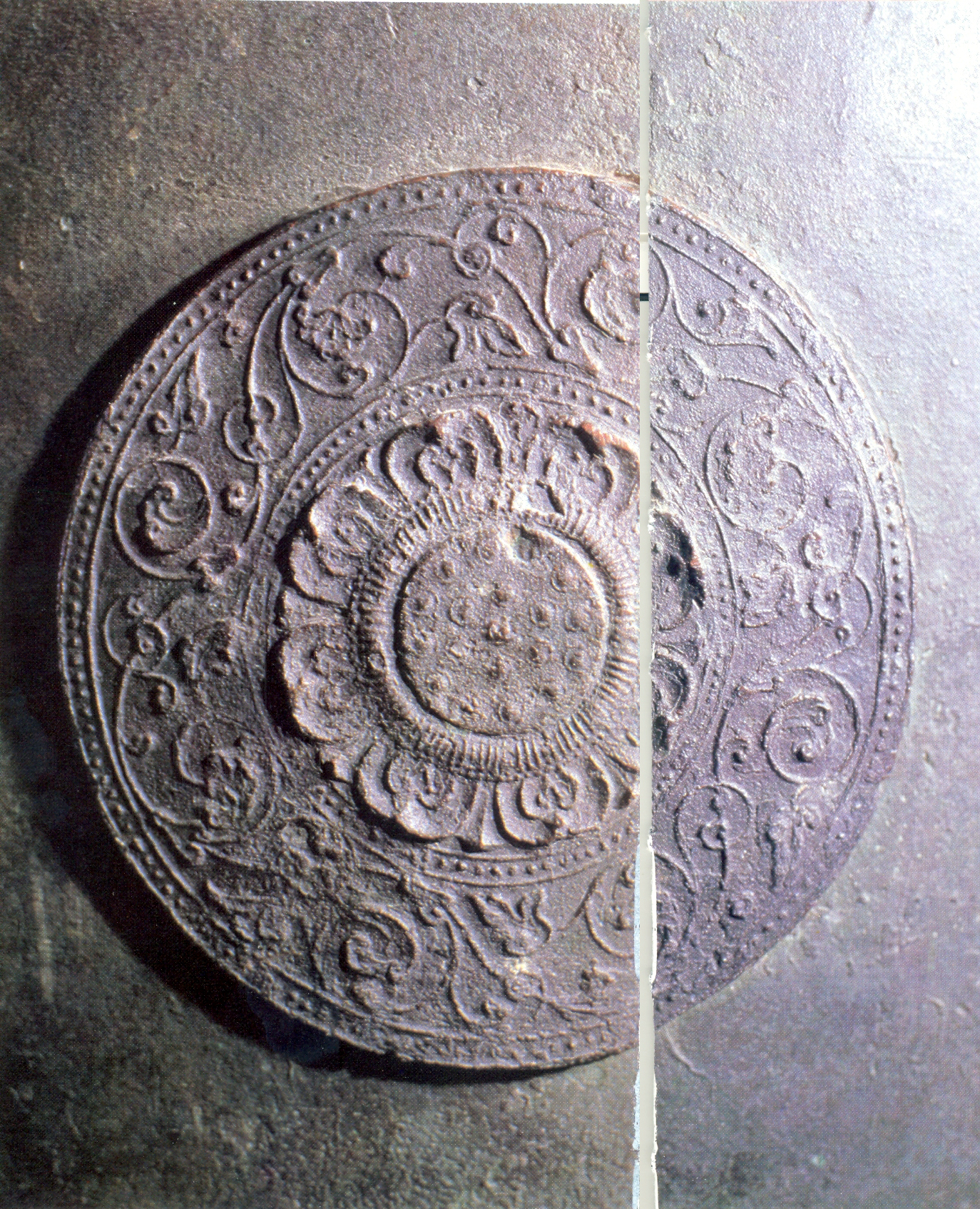
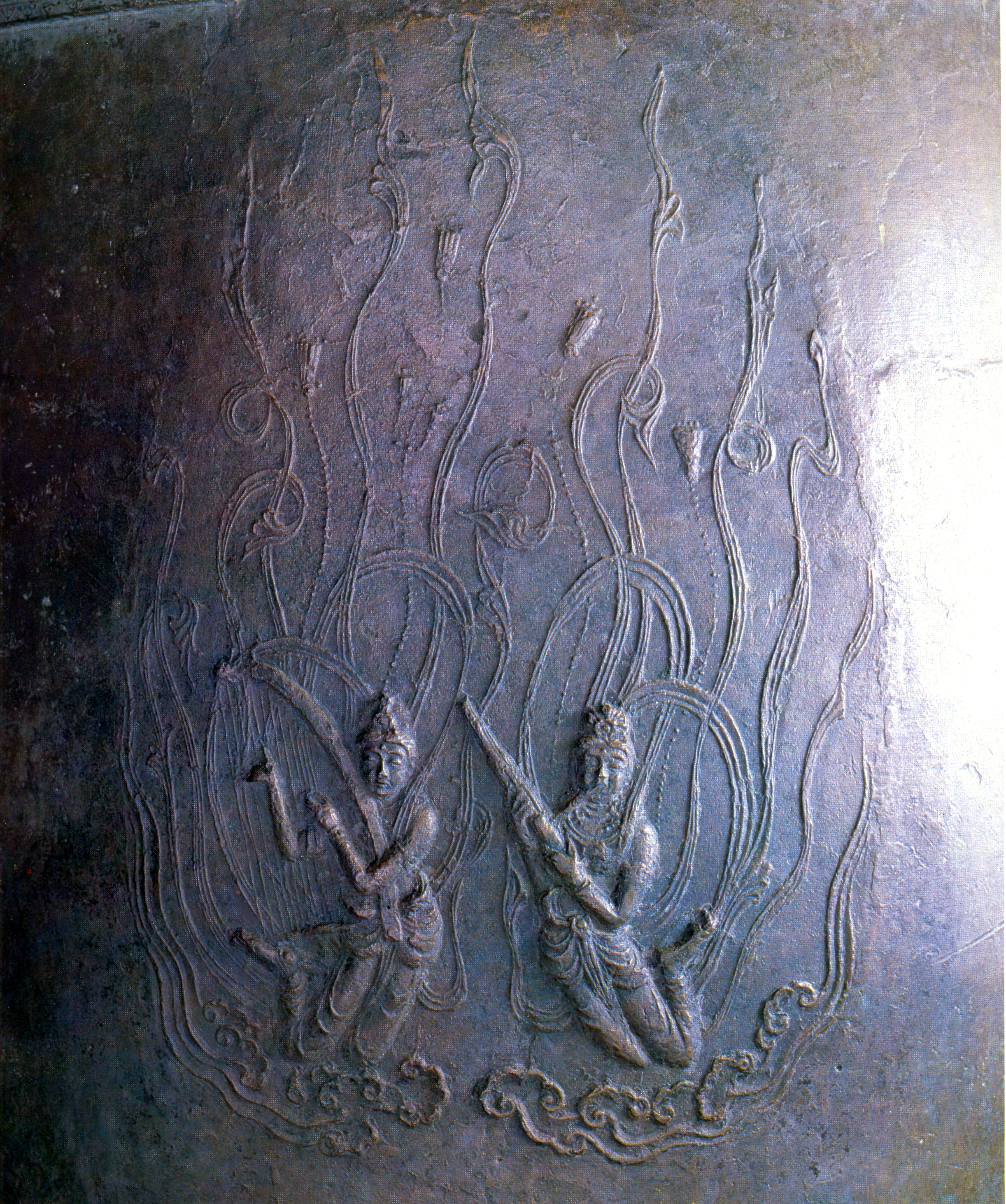
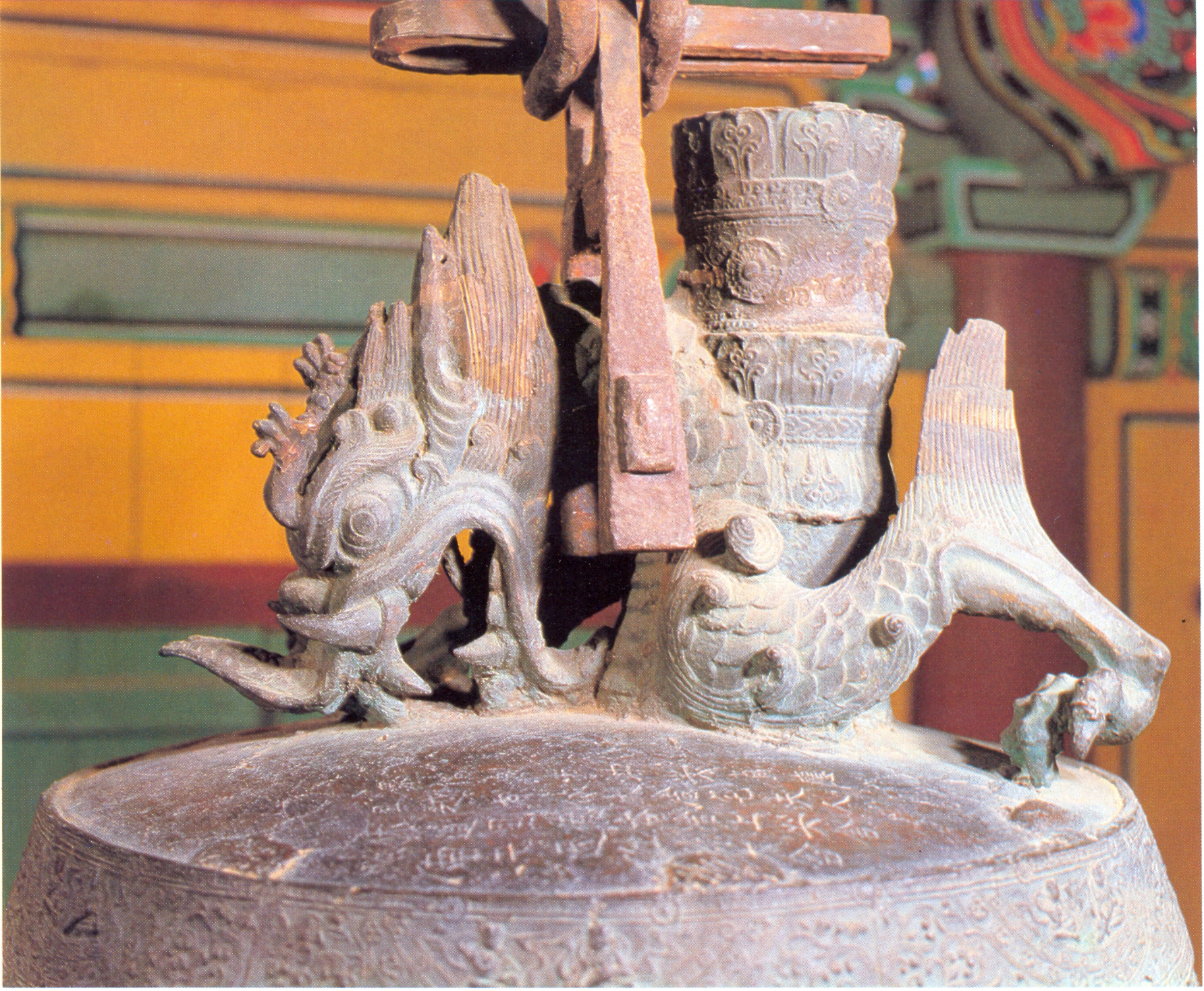
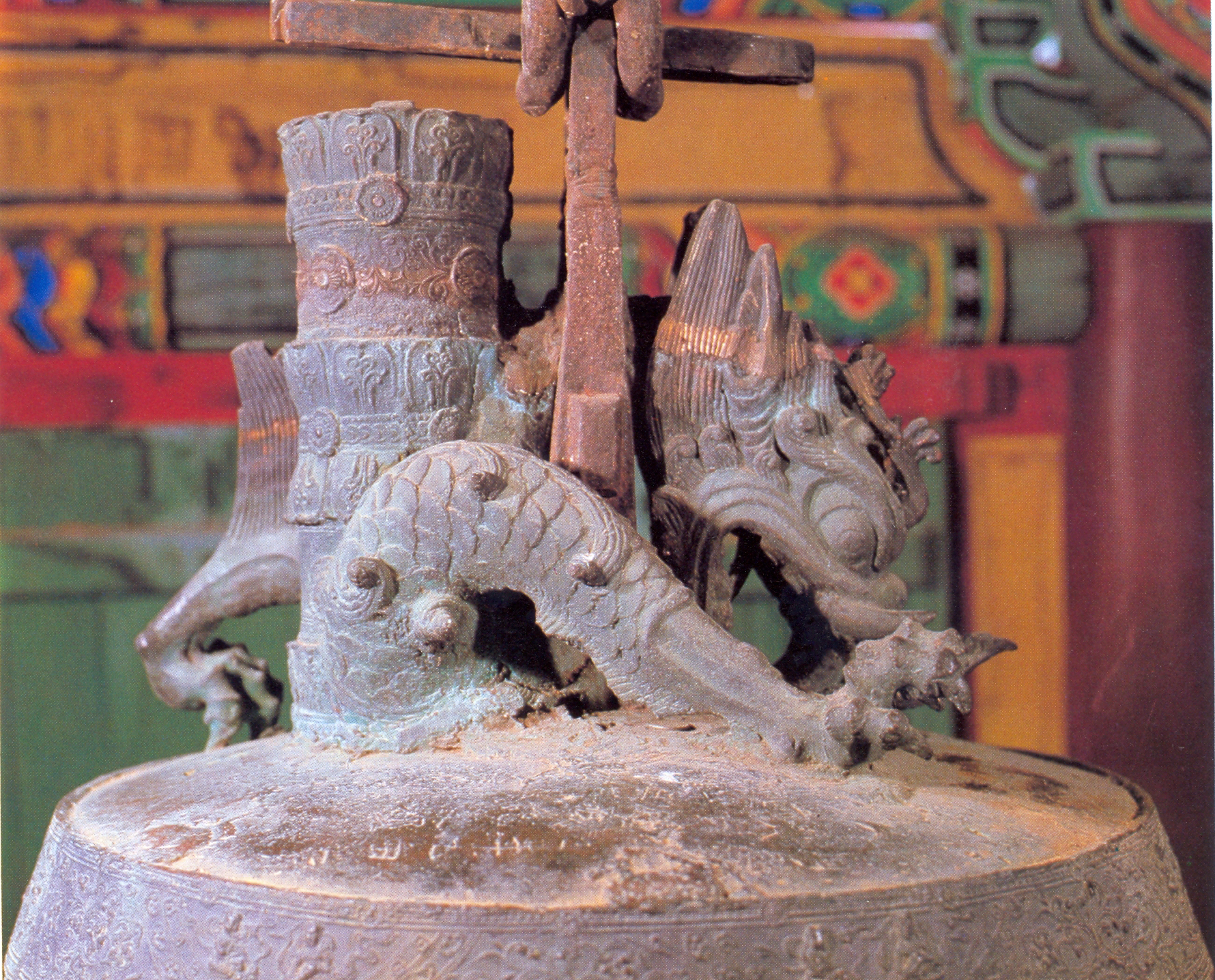
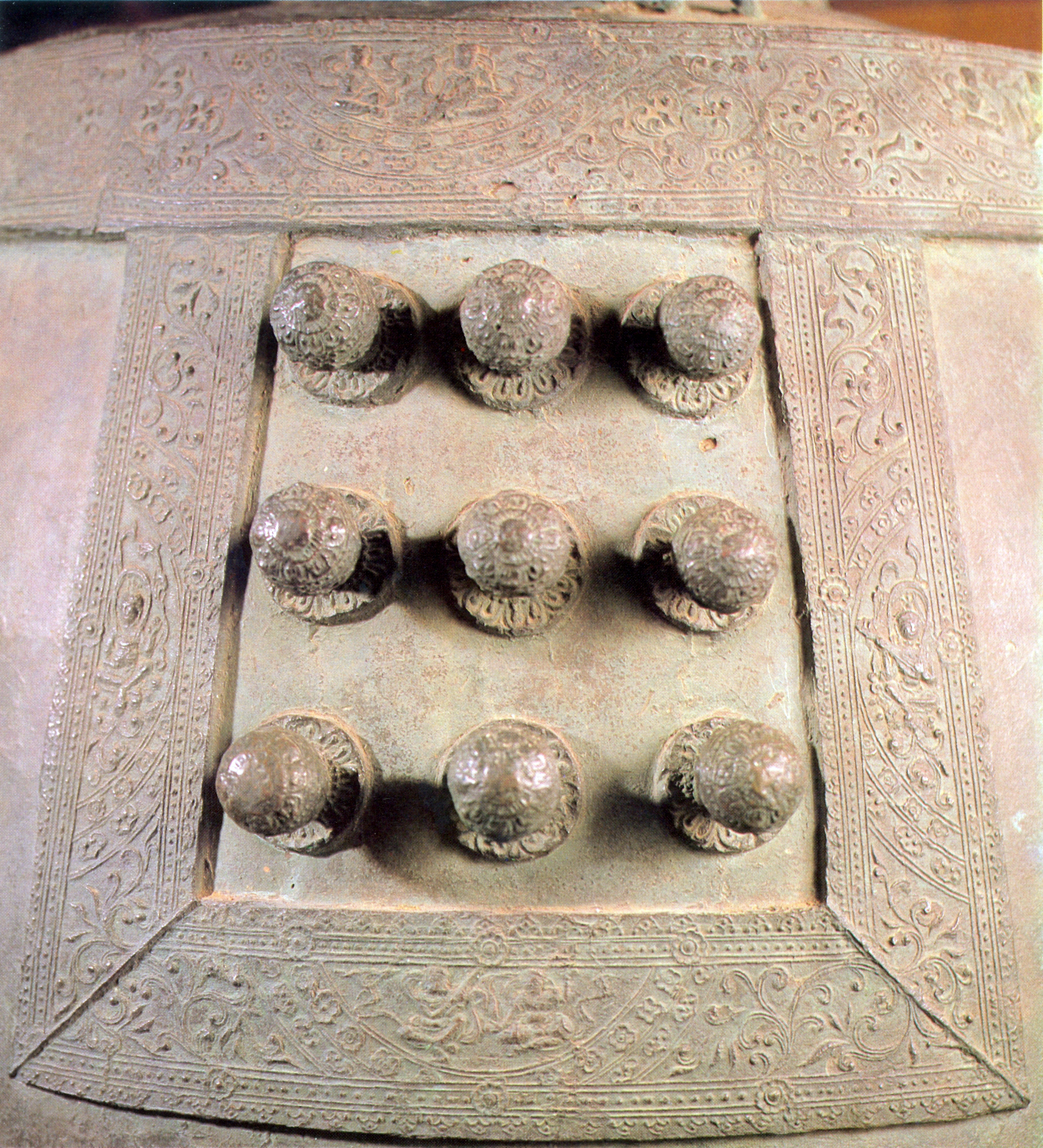

## 같이 보기
- 상원사

## 참고 자료
- 상원사 동종 - 국가유산청 국가유산포털